# Gerald Parker
Pour les articles homonymes, voir Parker.
Gerald Parker, né vers 1955, est un tueur en série qui a fait 6 victimes. Surnommé "le bourreau des chambres" (Bedroom Basher), il a sévi en Californie, principalement dans les années 1970. Il pénétrait dans les chambres de ses victimes, les frappait mortellement et les violait. A commis d'autres viols. Condamné à mort, Gerald Parker attend son exécution.